# NGC 4430
NGC 4430 (również PGC 40851 lub UGC 7566) – galaktyka spiralna z poprzeczką (SBb/P), znajdująca się w gwiazdozbiorze Panny. Odkrył ją William Herschel 13 kwietnia 1784 roku. Należy do Gromady w Pannie.